# Museo Regional de Janów Lubelski
Museo Regional de Janów Lubelski – el único museo regional en Janów Lubelski. Hoy en día, el museo está ubicado en el edificio de la Antigua Cárcel de Janów Lubelski, construido entre 1825 y 1826, actualmente en proceso de renovación. Desde 2013, se han realizado exposiciones temporales en unas salas parcialmente renovadas. La sede transitoria del museo: la dirección y la sala de exposiciones temporales se encuentran en la Casa del Maestro en la calle Ogrodowa 16. 
El museo fue establecido el 1 de enero de 1986. Durante los primeros 10 años, funcionó como el Museo de Acción Armada en Janów Lubelski, una sucursal del Museo del Distrito de Sandomierz. En su forma actual del Museo Regional funciona a partir de 1996 y, desde entonces, ha sido una institución independiente, subordinada a las autoridades del gobierno local. 

## Colección y compartición de objetos expuestos
La principal actividad del museo consiste en ampliar y compartir las colecciones. Los recopilados objetos expuestos incluyen, entre otros, todas las colecciones relacionadas con la arqueología y la historia de la región, sus tradiciones, cultura y arte. Las colecciones de este tipo se obtienen, sobre todo, mediante compra, transferencia o donación. Además, es frecuente organizar consultas en otros museos, archivos y bibliotecas. El museo pone a disposición de forma gratuita las colecciones propias para la investigación científica. Los objetos expuestos también pueden ser utilizados por las personas que busquen conocimiento sobre la historia o etnografía de la región del distrito de Janów. 
Aproximadamente 50 personas utilizan la colección cada año. Ésta, sirve sobre todo a las editoriales de libros o revistas, por ejemplo a la revista Janowskie Korzenie. 

## Exposición
El museo realiza una actividad expositiva que es una de las maneras de compartir sus propias colecciones. La presentación es en forma de exposiciones permanentes. Además, se organizan exposiciones temporales, seleccionadas en función de la transferencia de conocimientos en un campo determinado. En este caso, es importante la cooperación mutua entre museos, bibliotecas y otras instituciones similares. Los ejemplos incluyen: la Academia Polaca de Ciencias, el Instituto de la Memoria Nacional, la Asociación National Geographic Polska, el Museo Etnográfico Nacional de Varsovia y el Museo Nacional de Varsovia.   

## Investigación
El museo de Janów Lubelski realiza investigación de campo en el distrito de Janów, sobre todo con el fin de obtener monumentos arqueológicos, históricos y etnográficos. Además, realiza consultas en museos archivos y con particulares con el propósito de obtener informaciones sobre la historia y la cultura de la región de Janów, y para documentar y archivar estos materiales. 
Otra manifestación de las actividades científicas y de investigación del museo son los campamentos científicos, organizados para estudiantes de la Facultad de Estudios Culturales de la UMCS en Lublin.

## Publicaciones
El museo publica catálogos de información para sus exposiciones y, también es coeditor o editor de libros. Por tanto, conviene mencionar las siguientes publicaciones:
- Janów Lubelski 1640–2000, editado por Zenon Baranowski, Barbara Nazarewicz, Józef Łukasiewicz, Sandomierz: Editorial Wydawnictwo Diecezjalne, 2000, 302 págs.
- Zenon Baranowski, Rys historyczny miejscowości powiatu janowskiego, Lublin, Stalowa Wola: „Sztafeta”, 2001. 171 págs.
- Janowskie Gimnazjum i liceum w oczach wychowanków (1993, obra colectiva, 59 págs.).
- Łążek garncarski (1995, Barbara Nazarewicz).
- Janowskie Korzenie.

## Actividad educativa
El museo coopera con las escuelas del distrito de Janów para realizar programas educativos. Por tanto, la institución organiza seminarios basados en exhibiciones y, también presenta exposiciones de arte. El museo trata de mantener tradiciones locales y habilidades pasadas como, por ejemplo, la alfarería y la cestería, organizando talleres para niños y adolescentes. Además, el museo de Janów coorganiza numerosos eventos culturales en la ciudad, como Festiwal kaszy o Jarmark Janowski, entre otros.     